# Берлін Тауншип (Нью-Джерсі)
Берлін Тауншип (англ. Berlin Township) — селище (англ. township) в США, в окрузі Кемден штату Нью-Джерсі. Населення — 5867 осіб (2020).

## Демографія
Згідно з переписом 2010 року, у селищі мешкало 5357 осіб у 1975 домогосподарствах у складі 1363 родин. Було 2069 помешкань
Расовий склад населення:
| - 77,2 % — білих - 11,6 % — чорних або афроамериканців - 5,1 % — азіатів - 0,2 % — корінних американців - 3,8 % — осіб інших рас |

До двох чи більше рас належало 2,1 %. Частка іспаномовних становила 8,3 % від усіх жителів.
За віковим діапазоном населення розподілялося таким чином: 22,3 % — особи молодші 18 років, 63,6 % — особи у віці 18—64 років, 14,1 % — особи у віці 65 років та старші. Медіана віку мешканця становила 39,3 року. На 100 осіб жіночої статі у селищі припадало 99,2 чоловіків;  на 100 жінок у віці від 18 років та старших — 97,4 чоловіків також старших 18 років.
Середній дохід на одне домашнє господарство  становив 69 718 доларів США (медіана — 58 893), а середній дохід на одну сім'ю — 81 837 доларів (медіана — 76 493). Медіана доходів становила 55 326 доларів для чоловіків та 43 102 долари для жінок. За межею бідності перебувало 10,1 % осіб, у тому числі 10,7 % дітей у віці до 18 років та 9,5 % осіб у віці 65 років та старших.
Цивільне працевлаштоване населення становило 2628 осіб. Основні галузі зайнятості: освіта, охорона здоров'я та соціальна допомога — 21,2 %, роздрібна торгівля — 13,4 %, мистецтво, розваги та відпочинок — 11,4 %, науковці, спеціалісти, менеджери — 10,4 %.